# 滕祐
滕祐，福建建安縣（今建瓯市）人，明朝政治人物，同進士出身。
成化四年（1468年），戊子科福建乡试中舉。成化二十年（1484年）甲辰科進士，授行人司行人。